# Zdislávky
Zdislávky nazývaný také Dílo blažené Zdislavy (zkratka: DBZ) je český římskokatolický sekulární institut. Charitní spolek Zdislava (podle Zdislavy z Lemberka) byl založen Janem Bernardinem Skácelem, MUDr. Marií Veselou a sestrami III. řádu sv. Dominika v Třebíči po skončení II. světové války. Tento sekulární institut byl potvrzen ústně podle diecézního práva litoměřickým biskupem Štěpánem Trochtou a jeho pozdější nástupce Josef Koukl potvrdil zřízení podle apoštolské konstituce Provida Mater papeže Pia XII. dne 2. února 1947 a koncilním dekretem Perfectae caritatis a kánonu 710 kodexu kanonického práva se sídlem v Litoměřicích.

## Historie

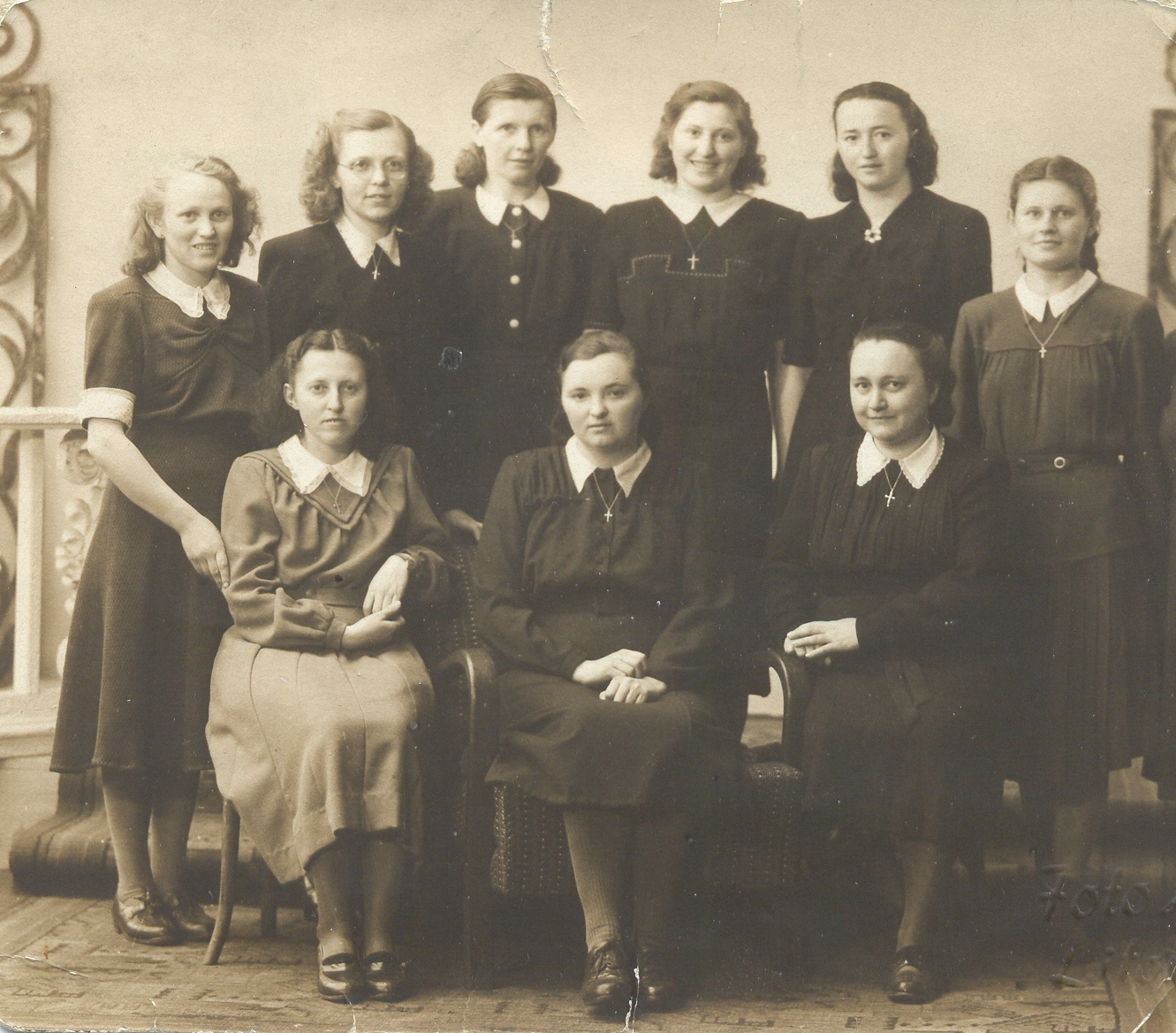
Komunita sester Zdislávek kolem roku 1950. Sedící uprostřed je MUDr. Marie Veselá.

První působiště vzniklo 19. března 1946 v západních Čechách v Hradci v blízkosti Stodu a v Holýšově, kde byl za II. světové války nacistický zbrojní podnik s koncentračním táborem. Nový sekulární institut byl umístěn ve farní budově v Hradci, při níž byl i kostel sv. Jiří.
Již na jaře 1946 pořádalo Dílo blažené Zdislavy první tříměsíční kurz pro katechety a farní hospodyně. Po získání fary v Holýšově 19. března 1947 byla činnost zdislávek rozšířena a od 30. září 1947 vznikla dvě oddělení v Hradci a Holýšově, kde zřízený katechetický kurz navštěvovalo téměř 80 posluchačů. Protože činnost zdislávek byla úspěšná, nabídlo litoměřické biskupství prostory v Litoměřicích a v Jablonném v Podještědí. K přestěhování došlo o prázdninách roku 1948. V Litoměřicích při bohosloveckém učilišti vznikl katecheticko-pedagogický ústav. V období od 30. září 1948 do 30. května 1950 pracovaly již dva ročníky v Litoměřicích (90 posluchačů) a dva v Jablonném (rovněž 90 posluchačů). Do Litoměřic přišlo asi deset chlapců od salesiánů z Mníšku pod Brdy. V Litoměřicích byla připravována i samostatná škola pro varhaníky Stefanikum v Jezuitské ulici, ale v důsledku politických událostí začaly od února 1948 zdislávkám potíže. V Litoměřicích byla vystěhována budova ve Vavřinecké ulici, kam přišly sestry Navštívení Panny Marie z Chotěšova, které pečovaly o staré ženy. Zdislávky odešly, ale mohly být umístěny v prázdné budově Stefanika. Pronásledování bylo stále tvrdší a biskup Trochta rozhodl 1. října 1950 přemístit zdislávky do charitního domova.  Komunistický útisk vyvrcholil 21. listopadu 1953, kdy byla zakázaná veškerá charitní činnost. Zdislávky pak pracovaly v civilních zaměstnáních především jako zdravotní sestry a současně vypomáhaly kněžím ve farnostech v charitní činnosti.
Základem institutu byly sestry se zásvětnými sliby působící především v církvi jako pomocnice na farách, katechetky apod. a ve zdravotnictví jako kvalifikované zdravotní sestry. V jimi spravovaných domech nacházeli útočiště staří členové dominikánského řádu a jejich rodiny. Mimo Litoměřice a Jablonné v Podještědí sloužily zdislávky v Praze, Mladé Boleslavi, v brněnské diecézi a v olomoucké arcidiecézi.
Při přijetí se zájemkyně setkaly dvakrát či třikrát se sestrou představenou. Po kladném vyřízení se staly čekatelkami a po půl až jednom roce následovala kandidatura a po dvou letech se skládaly sliby (třikrát na jeden rok, jedenkrát na 3 roky) a nakonec následují doživotní sliby.
Po roce 2004 se komunita sester zdislávek přestěhovala z Litoměřic do brněnské diecéze na Moravec, kde žijí starší členky, mladší působí v různých civilních povoláních souvisejících s charismatem institutu.

## Představené Zdislávek
- MUDr. Marie Veselá
- MUDr. Jitka Dominika Krausová
- Marie Terezie Legnerová († 18. června 2014[2])
- Mgr. Bc. Lenka Bernadeta Nezbedová[3]